# الإمبراطور كوشو
الإمبراطور كوشو (باليابانية: 孝昭天皇 كوشو تينو) هو خامس أباطرة اليابان في قائمة أباطرة اليابان. لا يوجد أي تواريخ محددة عن فترة حياته أو حكمه.

## اقرأ أيضا
- إمبراطور اليابان
- قائمة أباطرة اليابان